# Ctenosaura conspicuosa
Espèce
Synonymes
- Ctenosaura hemilopha conspicuosa Dickerson, 1919

Ctenosaura conspicuosa est une espèce de sauriens de la famille des Iguanidae.

## Répartition
Cette espèce est endémique de l'île San Esteban au Sonora au Mexique.

## Publication originale
- Dickerson, 1919 : Diagnoses of twenty-three new species and a new genus of lizards from Lower California. Bulletin of the American Museum of Natural History, vol. 41, no 10, p. 461-477 (texte intégral).